# Berthil Bonde
Tom Paul Berthil Bonde, född 3 augusti 1903 i Kalmar, död 29 mars 2000 i Visby, var en svensk landsfiskal.

## Biografi
Bonde var son till guldsmeden Claes Bonde och Hanna Sofia Jonsson. Han tog realexamen 1919, landsfiskalsexamen i Växjö 1927 och var värnpliktig löjtnant vid Gotlands infanteriregemente (I 18). Bonde reste till Tyskland 1932, Tyskland, Holland, Belgien och Frankrike 1936. Han var biträdande och tillförordnad landsfiskal inom Kalmar län 1924-1933. Bonde var landsfiskal i Slite distrikt 1935-1959 och anställd vid länsstyrelsen i Östergötlands län från 1960.
Han var ordförande inom Slite köpings med flera taxeringsnämnder, ordförande i Slite skyttegille och Norra Gotlands nationalbeväring. Bonde var ledamot av styrelsen för Gotlands läns skytteförbund, ordförande i Slite köpings hälsovårdsnämnd från 1936 och ordförande i styrelsen för Slite kommuns mellanskola.  Han var styrelseordförande i Garvämnes AB Weibull 1963, ledamot i Gotlands läns landstorm 1950-1958, kommunfullmäktige i Slite köping 1937-1959, vice ordförande i byggnadsnämnden och ordförande i samrealskolan 1940-1956 samt var medlem av Skånska Provinsiallogen. Bonde organiserade omhändertagandet av 7 000 baltiska flyktingar till Gotland 1943-1945.
Bonde gifte sig första gången 1934 med farm.kand. Alfhild Almgren (1905-1950), dotter till distriktsveterinären Ernst Almgren och Elin Österlund. Han gifte sig andra gången 1955 med Solweig Rågård (1914-2003), dotter till direktören John Weibull och Walberg Olsen. Han var far till Ingrid (född 1937). Bonde avled 2000 och gravsattes på Norra kyrkogården i Visby.

## Utmärkelser
Bondes utmärkelser:
- Sveriges civilförsvarsförbundets förtjänsttecken i silver (SCFftjtS)
- Centralförbundet för befälsutbildnings förtjänsttecken i guld (CFBftjtG)
- Förbundet Gotlands Nationalbevärings silvermedalj (Förb Gotl Nationalbev SM)
- Gotlands skytteförbunds förtjänstmedalj i silver (Gotl sfbSM) 1937
- Svenska Röda korsets förtjänstplakat i silver (SRKftjplak) 1945